# Anciles (Huesca)
Anciles (Ansils en Aragonés Patués) es una localidad española  perteneciente al municipio de Benasque, en la Ribagorza, provincia de Huesca, Aragón. Está situada a 2 km del centro de Benasque, en el corazón del pirineo aragonés en las márgenes del río Ésera. Cuenta con una población de 167 habitantes según el INE de 2023.

## Patrimonio
En sus calles se puede ver un conjunto de edificios en piedra muy bien conservados que fueron construidos entre los siglos XVI y XVIII, como las casas solariegas de Barrau, Sebastián, Sort, Escuy, Mingot o Suprián. También se debe visitar la iglesia parroquial dedicada a San Pedro Apóstol, de origen románico modificada en el siglo XVII, y un chopo centenario situado en la Plaza de San Gregorio. En las afueras se encuentra la pequeña ermita de San Esteban de Conques que data del siglo XII.

## Personajes ilustres
- Valentín Ferraz y Barrau, nacido en la localidad el 14 de febrero de 1792 y fallecido en El Escorial (Madrid) el 31 de agosto de 1866, fue un militar y político español que ocupó importantes cargos en la España isabelina, incluida la presidencia del Consejo de Ministros.[7] La calle de Madrid donde tiene su sede el PSOE lleva su nombre.

## Galería

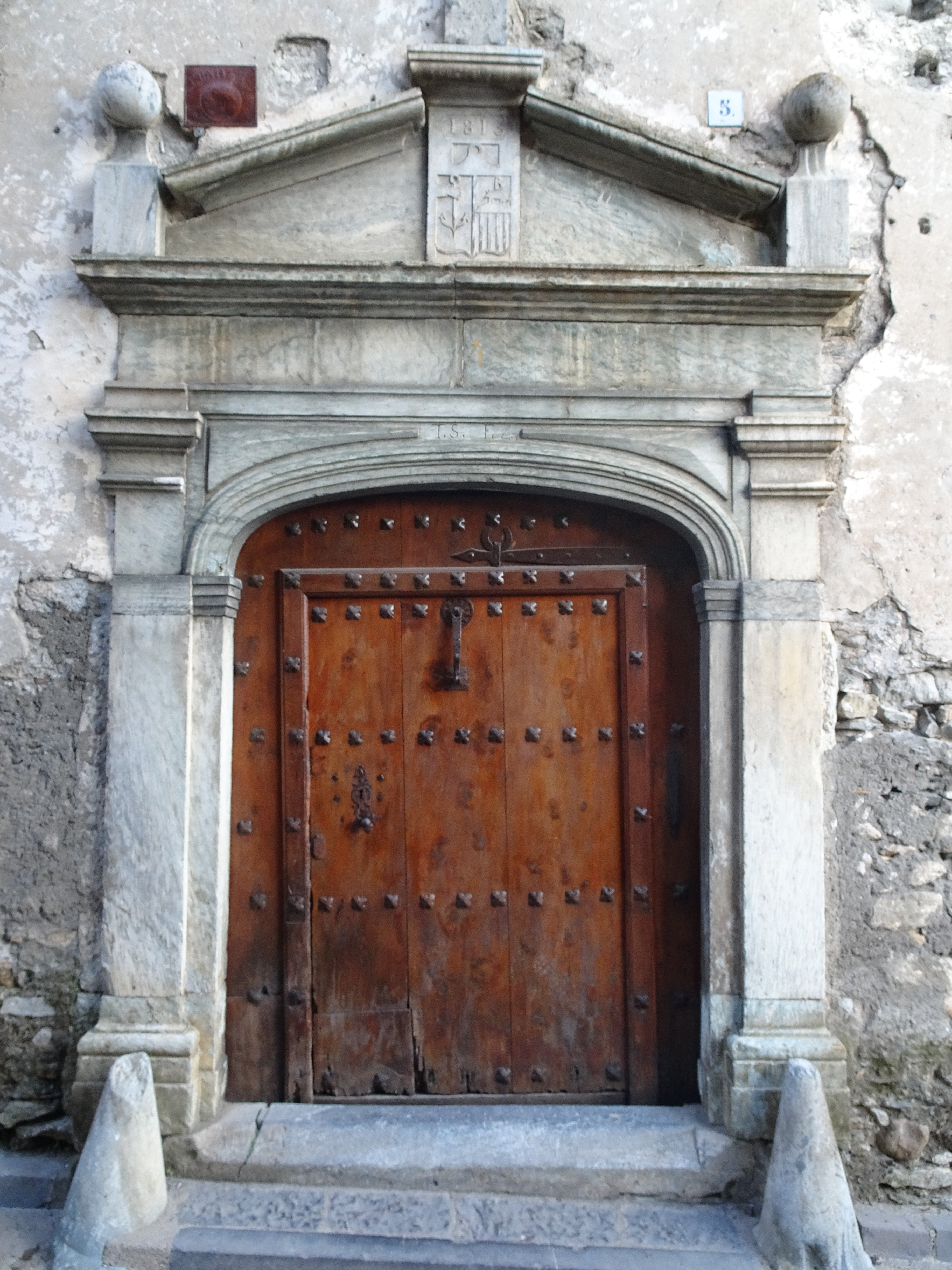
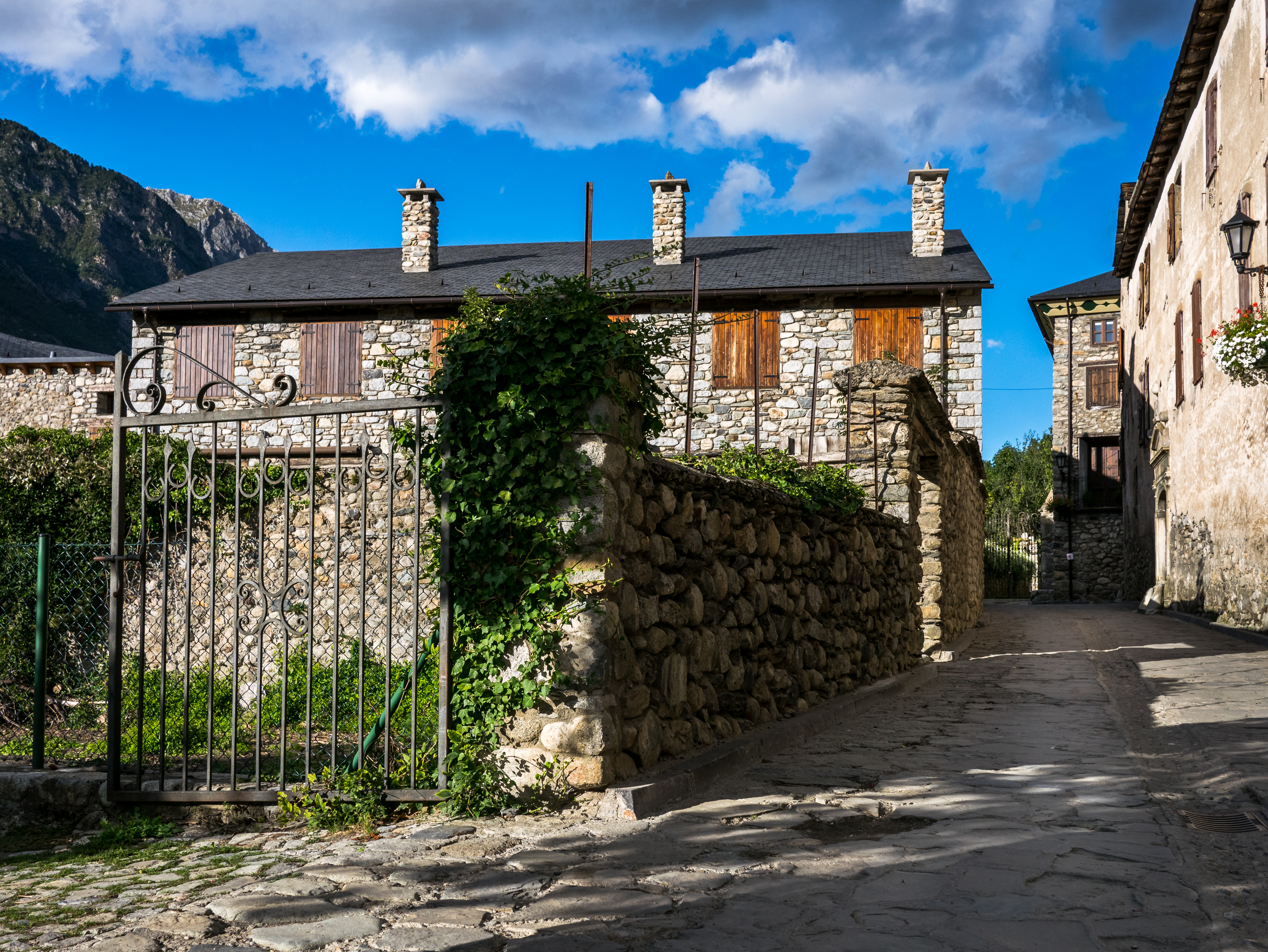
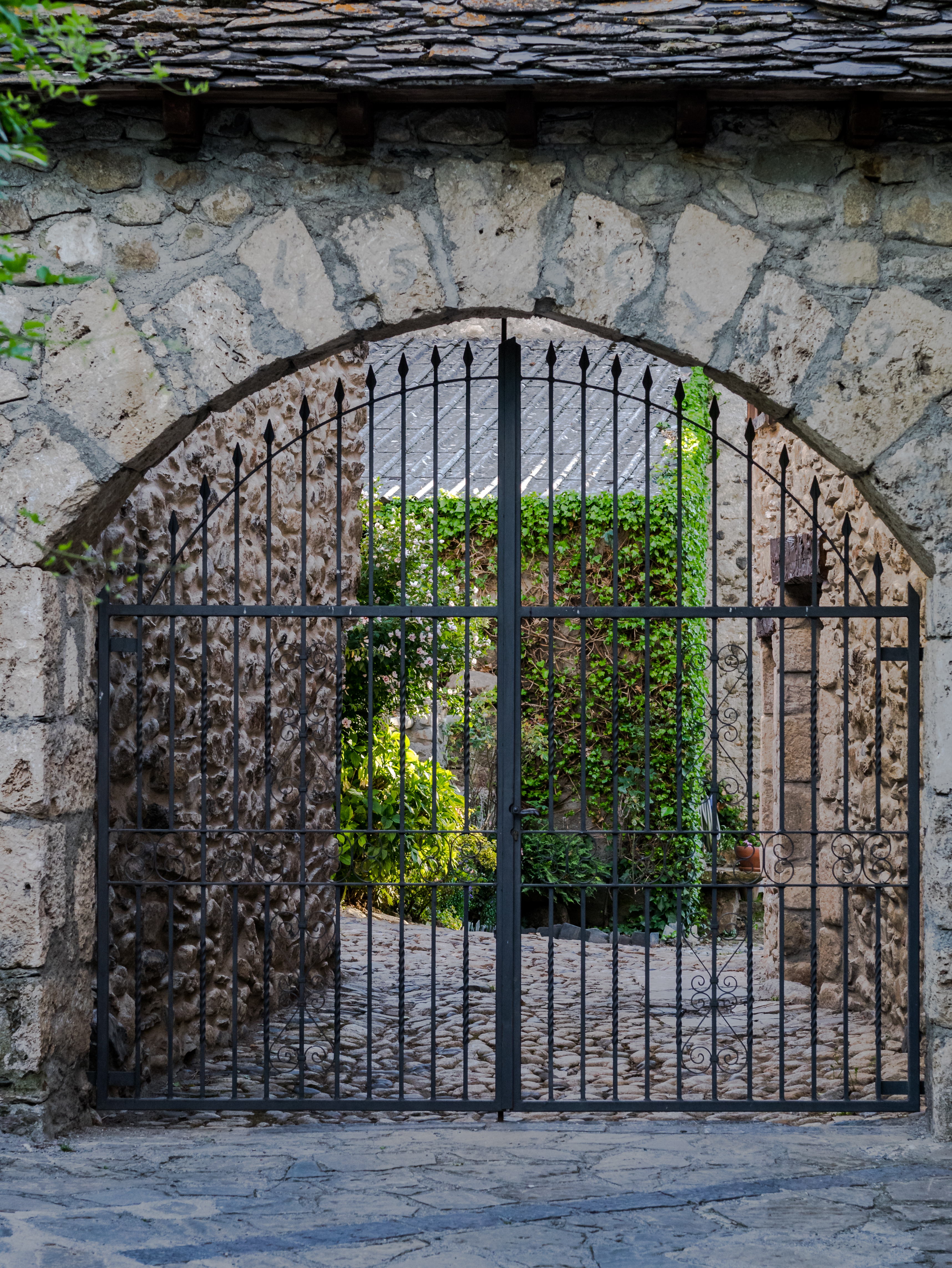